# Боб Авакян
Боб Авакя́н (англ. Bob Avakian; 7 березня 1943 , Вашингтон ) — американський громадський діяч і маоїстський філософ, засновник і голова Революційної комуністичної партії.

## Життєпис

### Ранні роки
Боб Авакян народився 7 березня 1943 року у Вашингтоні, округ Колумбія, в родині Рут та Сперджена Авакяна. Його батько був вірмено-американським юристом, правозахисником, а згодом — суддею Верховного суду округу Аламіда. Перші три роки життя він провів у Вашингтонській агломерації, а решту дитинства та юності — в Берклі, Каліфорнія.

### Студентський активізм
Під час навчання в Університеті Каліфорнії в Берклі Авакян долучився до низки лівих об'єднань: «Студенти за демократичне суспільство» (СДС), Руху за свободу слова та Партії Чорних пантер. У 1968 році він писав статті для публікацій Партії миру і свободи, а в липні 1969-го виступив на конференції Партії Чорних пантер в Окленді, Каліфорнія. Авакян належав до фракції СДС під назвою «Революційний молодіжний рух». Від цієї фракції він балотувався на посаду національного секретаря СДС на з'їзді 1969 року, але програв Марку Радду з фракції «Синоптики».
У той період Авакян став співзасновником «Революційного союзу в районі затоки» (англ. Bay Area Revolutionary Union) разом із Ляйбелем Берґманом.
На початку 1970-х років Авакян відбував тюремне ув'язнення за осквернення американського прапора під час акції протесту. У січні 1979 року його звинуватили в нападі на поліціянта під час демонстрації у місті Вашингтоні проти зустрічі Дена Сяопіна з Джиммі Картером. Після отримання ордера на арешт Авакян виїхав до Франції та подав заявку на політичний притулок. У 1980 році він виступив перед 200 протестувальниками в центрі Окленда; звинувачення в нападі на поліціянта згодом було знято.
Авакян очолює Центральний комітет та є національним лідером Революційної комуністичної партії США (РКП) з 1979 року. Перебуваючи на цій посаді, він створив великий корпус праць, у яких викладає те, що РКП називає «новим синтезом комунізму» або «новим комунізмом». У 2016 році РКП США спільно з іншими ініціювали створення організації «Відкинь фашизм» (англ. Refuse fascism), яка закликала до усунення Дональда Трампа з посади президента.
Авакяна неодноразово критикували як центр культу особи в межах РКП. Аарон Дж. Леонард, колишній член партії, вважає, що поштовхом до цього став суд над Авакяном у 1979 році. У 2016 році колишній координатор «Трударів США проти расизму та війни» Майкл Айзеншер в інтерв'ю «Гарперс меґезін» назвав RCP «культом навколо Авакяна». У червні 2022 року коаліція з 23 організацій, які захищають право на аборт, феміністичних та взаємодопоміжних ініціатив, оприлюднила заяву з критикою РКП та афілійованої організації Rise Up 4 Abortion Rights, назвавши РКП культом.
Авакян зазначає, що в РКП «наголошують на великій важливості роботи, яку я зробив і далі роблю», але стверджує, що критика його ролі в партії є «ненауковою». Партія відкидає всі звинувачення в культі як «наклеп і брехню».